# USS Dace (SS-247)
USS Dace (SS-247) – amerykański okręt podwodny typu Gato, pierwszego masowo produkowanego wojennego typu amerykańskich okrętów podwodnych. 23 października 1944 zatopił japoński ciężki krążownik „Maya”. Okręt przekazany do włoskiej marynarki wojennej w latach 50 i przemianowany na „Leonardo da Vinci” (S-510).